# 江口镇 (桂平市)
江口镇，是中华人民共和国广西壮族自治区贵港市桂平市下辖的一个乡镇级行政单位。

## 行政区划
江口镇下辖以下地区：
镇北社区、镇南社区、岭南村、龙山村、万江村、盘石村、望步村、长江村、理塘圹村、山台村、莲塘村、新生村、胡村、新其村、平石村、六宝村、大樟村、银竹村、东升村、三合村、和合村和三布村。